# Ашуркове (зупинний пункт)
Ашу́ркове — пасажирський залізничний зупинний пункт Лиманської дирекції Донецької залізниці на лінії Ступки — Краматорськ між станціями Краматорськ (11 км) та Часів Яр (19 км). Розташований в селищі Ашуркове Краматорського району Донецької області.
Пасажирське сполучення не здійснюється понад 10 років.